# Seznam izraelskih politikov
Seznam izraelskih politikov.

## A
- Mansur Abas (Mansour Abbas)
- Aaron Abuhatzera
- Gershon Agron
- Yosef Almogi
- Yigal Allon
- Shulamit Aloni
- Meir Amit
- Yehuda Amital
- Shaul Amor
- Zalman Aran
- Shoshana Arbeli-Almozlino
- Moshe Arens
- Yoram Aridor
- Gabi Aškenazi
- Daniel Auster
- Colette Avital
- Shmuel Avital
- Ruhama Avraham

## B
- Ehud Barak (1942)
- Moshe Baram
- Uzi Baram
- Nir Barkat
- Chaim Bar-Lev
- Yisrael Bar-Yehuda (1895-1965)
- Yisrael Barzilai
- Binyamin Ze'ev Begin (Benny Begin)
- Menachem Begin (1913-1992)
- Yossi Beilin
- Jicak Ben-Aaron (1906)
- Shlomo Ben-Ami
- Binyamin Ben-Eliezer
- David Ben-Gurion (1886-1973)
- Itamar Ben-Gvir
- Naftali Bennett
- Shlomo Benizri
- Mordechai Bentuv
- Mordechai Ben-Porat
- Jicak Ben-Zvi
- Jicak Berman
- Peretz Bernstein
- Azmi Bishara
- Victor Breilovsky
- Avraham Burg
- Yosef Burg, Rabbi

## C
- Moshe Carmel
- Chaim Cohen
- Eliezer Cohen
- Geula Cohen
- Meir Cohen
- Raanan Cohen
- Rachel Cohen
- Ran Cohen
- Jicak Cohen
- Yigal Cohen-Orgad

## Č
- Amičaj Čikli

## D
- Nissim Dahan
- Moshe Dayan
- Yael Dayan
- Aryeh Deri
- Ben Zion Dinur
- Neta Dobrin
- Sara Doron
- Arieh Leib Dulchin

## E
- Abba Eban (1915 - 2002)
- Yuli Yoel Edelstein
- Rafael Edri
- Simha Ehrlich
- Efi Eitam
- Michael Eitan
- Rafael Eitan (1929 - 2004)
- Gadi Eizenkot  ?
- Binyamin Elon
- Gilad Erdan
- Tamar Eshel
- Levi Eshkol
- Gideon Ezra

## F
- Moshe Feiglin
- Isavi Fredž

## G
- Moshe Gafni
- Joav Galant
- Yisrael Galili (1911 - 1986)
- Zehava Gal-On
- Gila Gamliel
- Beni Ganc (Benny/Benjamin Gantz)
- Inbal Gavrieli
- Yaakov Geri
- Yair Golan
- Akiva Govrin
- Tamar Gozhanski
- Jicak Greenbaum
- Haika Grossman
- Pesach Gruper
- Mordechai Gur
- Chaim Gvati

## H
- Efraim Halevi
- Zevulon Hammer
- Tzachi/Cahi Hanegbi
- Michael Harish
- Zena Harman
- Sharren Haskel
- Gideon Hausner
- Oren Hazan
- Yaakov Michael Hazani
- Theodor Herzl
- Chaim Herzog
- Jicak Hercog
- Shlomo Hillel
- Tzipi Hotovely
- Ron Huldaj
- Yigal Hurvitz
- Abba Hushi (1898 - 1969)

## I
- Beba Idelson
- Feige Ilanit
- Mordecai Ish-Shalom
- Dalia Itzik

## J
- Dov Joseph (Bernard Joseph)
- Giora Josephtal
- Senta Josephtal

## K
- Avigdor Kahalani
- Meir Kahane
- Eliezer Kaplan
- Yitzhak Kariv
- Moše Katsav (1945)
- Haim Katz

Ya'akov Katz
- Yisrael Katz
- Ephraim Katzir Katchalski
- Avraham Katz-Oz
- Yisrael Katz-Oz
- Yisrael Kessar
- Moshe Kol
- Theodor "Teddy" Kollek
- Chaim Korfo

## L
- Chaim Landau
- Uzi Landau
- Tommy Lapid
- Jair Lapid
- Zipora Laskov
- Pinhas Lavon
- Jicak Meir Levin
- Yariv Gideon Levin
- David Levy
- Jicak Levy
- David Libai
- Avigdor Lieberman
- Amnon Linn
- Zita Linker
- Moshe Lion
- Amnon Lipkin-Shahak
- Limor Livnat
- Cipi Livni
- Uri Lupolianski
- Kadish Luz

## M
- David Magen
- Ada Fishman Maimon
- Yehuda Leib Maimon
- Anat Maor
- Yehoshua Matza
- Golda Meir (1898 - 1978)
- Michael Melchior
- Dan Meridor
- Yaakov Meridor
- Merav Micha'eli
- Roni Milo
- Binyamin Mintz
- Jicak Modai (1926 - 1998)
- Shaul Mofaz
- Jicak Mordechai
- Yoav "Poli" Mordechai

## N
- Peretz Naftali
- Mordechai Namir
- Ora Namir
- Yehudit Naot (1944 - 2004)
- Dan Naveh
- Jicak Navon (Yitzhak Navon)
- Yaakov Ne'eman
- Yuval Ne'eman
- Arie Nehemkin
- Benjamin Netanyahu (1949 -)
- Moshe Nissim
- Orit Noked
- Mordechai Norok
- Michael Nudelman

## O
- Ayman Odeh
- Avraham Ofer
- Amir Ohana
- Asher Ohana
- Ehud Olmert
- Zevulun Orlev
- Chaim Oron

## P
- Yosef Jicak Paritzky
- Gideon Pat
- Nathan Peled
- Šimon Peres (1923 - 2016)
- Amir Peretz (1952)
- Jicak Chaim Peretz (Yitzhak Haim Peretz)
- Shoshana Persitz
- Ophir Pines-Paz
- Rafael Pinhasi
- David Zvi Pinkas
- Avraham Poraz

## R
- Jicak Rabin (1922 - 1995)
- Dalia Rabin-Pelossof
- Yehoshua Rabinovich
- Jicak Rafael
- Chaim Ramon
- Miri Regev
- David Remez
- Elimelech Shimon Rimalt
- Reuven Rivlin
- Yisrael Rokach
- Idan Roll
- Pinchas Rosen
- Shlomo Rosen
- Simče Rotman
- Amnon Rubinstein
- Elyakim Rubinstein

## S
- Gideon Sa'ar
- Eliezer Sandberg
- Tova Sanhedrai
- Pinchas Sapir
- Yosef Sapir
- Yossi Sarid
- Eliahu Sasson
- Menachem Savidor
- Elazar Shach
- Ze'ev Scherf
- Gonen Segev
- Yosef Serlin
- Stav Shaffir
- Moshe Shahal
- Ayelet Shaked
- Avner Hai Shaki
- Ilan Shalgi
- Silvan Shalom
- Jicak Shamir (1915 - 2012)
- Yair Shamir
- Moshe Chaim Shapira
- Yaakov Shimshon Shapira
- Yosef Yisrael Shapira
- Natan Sharansky
- Moshe Sharett (1894 - 1965)
- Avraham Sharir
- Zalman Shazar
- Behor Shalom Sheetrit
- Meir Sheetrit
- Shimon Sheetrit
- Victor Shem-Tov
- Avraham Shohat
- Eliezer Shostak
- Shlomo Zalman Shragai (Fajwlowicz) (1899–1995)
- Shalom Simhon
- Bezalel Smotrich
- Efraim Sneh
- Moshe Sneh (1909 - 1972)
- Yosef Sprinzak
- Yuri Stern
- Orit Strook
- Eliahu Suissa

## Š
- Ariel Šaron (1928 - 2014)

## T
- Jicak Tabenkin (Yitzhak Tabenkin)
- Shmuel Tamir
- Yuli Tamir
- Salah Tarif
- Ahmad Tibi
- Moše Yaakov Toledano
- Aida Touma-Suleiman
- Yair Tzaban
- Aaron Tzizling
- Yaakov Tzur

## U
- Aaron Uzan

## V
- Matan Vilnai

## W
- Zerah Warhaftig
- Ezer Weizman
- Chaim Weizmann
- Einat Wilf

## Y
- Gad Yaakobi
- Aaron Yadlin
- Shaul Yahalom
- Aaron Yariv
- Danny Yatom
- Eli Yishai
- Yisrael Yishayahu (Yeshayahu)
- Dov Yosef
- Chaim Yosef Zadok
- Ovadia Yosef

## Z
- Jamal Zahalka
- Rehavam Zeevi
- Mordechai Zipori
- Haneen Zoabi
- Miki Zohar

==Glej tudi==:
- Seznam palestinskih politikov